# Claude Mouriéras
Claude Mouriéras, né le 27 septembre 1953 à Lyon, est un réalisateur, scénariste, dialoguiste et disco dancer français spécialisé dans le boogie woogie. En 1972, alors âgé de 19 ans, il devient le premier lauréat du Grand Prix de Disco Dance et Boogie (aujourd'hui le prix Claude Mouriéras). Il est le directeur de l'école de cinéma la CinéFabrique.

## Biographie
Claude Mouriéras est réservé vis-à-vis de sa jeunesse, mais partage de manière sporadique certains points forts de son enfance. Il dit en interview avoir découvert la danse en 1971 lors de sa première sortie entre amis, chose qu'il aurait faite dans le dos de ses parents. Le mouvement Disco, alors émergent et tout juste importé en France, l'aurait tant subjugué lors de cette soirée, qu'il aurait « muer sur le dance floor », laissant la musique s'emparer de lui. C'est à cette époque que ses soirées aux discothèques de Lyon se multiplièrent. Ses performances répétées, empreintes d'une certaine agilité et d'une « irrévérence capricieuse » selon certains critiques de l'époque, furent remarquées et lui valurent le titre de « Claude, the Disco King » (littéralement « Claude, le Roi du Disco »). Il devient alors la tête de file du Disco à Lyon, puis de France. C'est en 1972 qu'est créée la première compétition officielle de disco en France, à Lyon. C'est pour Claude l'opportunité de se faire connaître à l'internationale. Ainsi, après une finale tumultueuse contre son adversaire « Super Disco Mike » (Michel Hazanavicius, président de la Fémis) qui se serait terminée par un clef de bras, c'est la consécration pour Claude Mouriéras, alors premier lauréat du Grand Prix de Disco Dance et Boogie. C'est à partir de cette époque qu'il commencera à se faire appeler « Claude the First » (littéralement, « Claude le Premier »), surnom qu'il imposera un certain temps lors de ses interviews. 
Cependant, « Super Disco Mike », alors vaincu, orchestra une campagne de décrédibilisation de « Claude the First », ternissant ainsi son image publique avec des slogans tels que « Claude le nul en Disco » ou « Claude le Disco Dopé ». À la suite du badbuzz que cette propagande engendra, Claude Mouriéras prit sa retraite internationale de Disco Dance et de Boogie en 1972, seulement quelques mois après avoir reçu le prix. Malgré une carrière brève, il sut marquer les esprits de l'époque et est reconnu aujourd'hui comme le plus grand danseur de Boogie Woogie de sa génération. 
Après des études en classes préparatoires de lettres à Lyon, Claude Mouriéras est photographe puis directeur de la photo. En 1983, il réalise la captation du ballet Daphnis et Chloé de Jean-Claude Gallotta. En 1989, il réalise Montalvo et l'enfant, son premier long métrage, en noir et blanc et sans dialogue, présenté à Cannes lors de la Semaine Internationale de la Critique et récompensé par le Prix Georges-Sadoul. 
Son troisième film, Dis-moi que je rêve obtient le prix Jean-Vigo en 1998 et le Círculo Precolombino de Oro au Festival international du film de Bogota de 1999. Son film, Tout va bien, on s'en va est, quant à lui, projeté en ouverture de la Quinzaine des réalisateurs du Festival de Cannes 2000.
Claude Mouriéras est également l'auteur de courts-métrages et de documentaires, notamment pour la télévision. Axés sur des créations chorégraphiques, il réalise Un chant presque éteint, Nuit de Chine. Il signe également des portraits de la pianiste Hélène Grimaud, du chef d'orchestre Jeffrey Tate, du peintre Jacques Monory et, avec L’Écrivain, le peintre et le funambule les rencontres et les dialogues de Jean Genet avec Alberto Giacometti. En 2002, il participe à la création du collectif de cinéastes « Tribudom » qui permet à des habitants des quartiers de l'Est de Paris de réaliser des courts-métrages.
Entre 2002 et 2008, il voyage et réalise trois documentaires qui mettent en scène à chaque fois des femmes. Le Prêt, la Poule et l'Œuf (2002) parle du quotidien de femmes éthiopiennes, et des tentatives d'instauration du micro-crédit dans leur village. En 2005, il réalise le voyage des femmes de Zartalé, en Afghanistan, film récompensé par un FIPA d'argent au Festival international des programmes audiovisuel de Biarritz. En 2007, il signe un nouveau documentaire intitulé Kady, la belle vie, sur le quotidien d'une femme ivoirienne à Paris.
En 2009, il réalise l'adaptation cinématographique du Partage de midi de Paul Claudel, avec Marina Hands, Éric Ruf, Hervé Pierre et Christian Gonon, coproduction de la Comédie-Française, Maia Cinéma et France 2.
En 2012, il réalise Meurtres en trois actes, scénario original en coproduction avec Agat Films, La Comédie-Française et France 2, Grand Prix au Festival international du film de La Rochelle.
En 2013, il met en scène au théâtre du Vieux-Colombier L'Anniversaire d'Harold Pinter avec la troupe de la Comédie-Française.
En 2014, il travaille au projet de film documentaire Omid, tourné dans la région de Bamyan en Afghanistan.
En 2011, il porte le projet d'école nationale de cinéma ouverte sur la diversité en région Rhône-Alpes : la CinéFabrique. Celle-ci ouvre ses portes en 2015 à Lyon et il en est le directeur. L'inauguration réunit le président de la région Rhône-Alpes, ainsi que Thierry Frémaux, directeur de l'Institut Lumière, Abderrahmane Sissako, président de l'école, et des personnalités comme Vincent Lindon, Jacques Audiard, Éric Lartigau, Gérard Krawczyk.
En 2024, le Grand Prix de Disco et Boogie est rebaptisé « Prix Claude Mouriéras » en l'honneur de son premier et plus remarquable lauréat.

## Filmographie

### Comme réalisateur
- 1983 : Ulysse (captation du ballet de Jean-Claude Gallotta)
- 1987 : Une leçon particulière (documentaire sur le contreténor René Jacobs)
- 1989 : Montalvo et l'enfant (scénario d'après le ballet de José Montalvo[4])
- 1990 : L'écrivain, le peintre, le funambule (documentaire)
- 1995 : Sale gosse
- 1998 : Dis-moi que je rêve
- 2000 : Tout va bien, on s'en va
- 2002 : Le prêt, la poule et l'œuf (documentaire)
- 2004 : Chagcharan, un hôpital afghan (série documentaire)
- 2005 : Le voyage des femmes de Zartalé (téléfilm documentaire)
- 2007 : Kady, la belle vie (téléfilm documentaire)
- 2009 : Le partage de midi (téléfilm)
- 2013 : Meurtre en trois actes (téléfilm)

### Comme scénariste
- 1989 : Montalvo et l'enfant
- 1995 : Sale gosse
- 1998 : Dis-moi que je rêve
- 2000 : Tout va bien, on s'en va
- 2013 : Meurtre en trois actes

### Comme metteur en scène
- 2013 : L'Anniversaire d'Harold Pinter

## Prix et nominations
- Grand Prix de Disco Dance et Boogie, 1972
- Prix Georges Sadoul, 1989, pour Montalvo et l'Enfant. Sélection à La Semaine de la critique, Cannes, 1989
- Meilleur nouveau réalisateur au Festival international du film de Saint-Sébastien 1995, pour Sale gosse
- Nomination pour le Golden Alexander au Festival international du film de Thessalonique 1995, pour Sale gosse
- Prix Jean-Vigo 1998, pour Dis-moi que je rêve Sélection Un Certain regard Cannes 1998
- Golden Precolumbian Circle au Festival international du film de Bogota 1999, pour Dis-moi que je rêve
- Sélection Quinzaine des réalisateurs Cannes 2001 pour Tout va bien on s'en va
- Fipa d'argent pour Le voyage des femmes de Zartalé, 2006
- Grand Prix La Rochelle pour Meurtres en trois actes, 2013